# تریستان کوربیر
تریستان کوربیر (به فرانسوی: Édouard-Joachim - Tristan Corbière) شاعر قرن نوزدهم میلادی اهل فرانسه است.